# Merri Creek
Der Merri Creek ist ein Bach im Süden des australischen Bundesstaates Victoria.
Er entspringt in Wallan nördlich Melbourne, fließt etwa 70 Kilometer durch die nördlichen Vororte der Stadt und mündet bei Dight's Falls in den Yarra River. An der Mündung des Merri Creek in den Yarra River fanden früher die großen Versammlungen der Wurundjeri, des dortigen Aboriginesstammes, statt. Dort soll auch einer der ersten Verträge über die Pacht von Land in Australien zwischen den Aborigines und den europäischen Siedlern geschlossen worden sein.
Der Bach wurde im 20. Jahrhundert intensiv industriell genutzt; es gab dort Steinbrüche und Abfalldeponien und der Bach musste die Abwässer der benachbarten Fabriken aufnehmen. Dies zerstörte den Auwald des Baches und ließ Schadstoffe, wie Schwermetalle und Schmierfette, zurück. In den letzten Jahrzehnten wurden Versuche unternommen, die Ufer zu renaturieren, und es gab etliche Umweltschutzgruppen, die sich dem Schutz und der Regeneration des Bachökologie verschrieben haben.

## Namensherkunft
Der Bach wurde nach den Wurundjeri-Ausdruck 'Merri Merri' (dt.: sehr felsig) benannt. Später verkürzten die europäischen Siedler den Namen auf 'Merri Creek'.

## Geographie

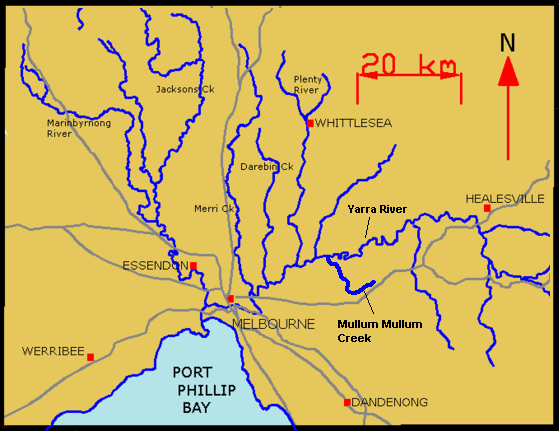
Der Yarra River und seine Nebenflüsse

Vor über 400 Millionen Jahren bedeckte das Meer das heutige Gebiet des Yarra River und seiner Nebenflüsse. Es ließ eine Lage gelblichen Schluffsteins und Sandsteins zurück. Vor rund 65 Millionen Jahren kam eine Schicht Sand aus nichtmarinen Quellen dazu. Über die Zeit entstand das angestammte Tal des Merri Creek durch Erosion in diesen Sedimentschichten. Vor etwa 0,8–4,6 Millionen Jahren brachen Vulkane, wie der Hayes Hill ungefähr fünf Kilometer östlich von Donnybrook und der Mount Fraser in der Nähe von Beveridge aus und schickten Lavaströme die Täler des Merri Creek und des Darebin Creek hinunter ins Tal des Yarra River, bis in die Gegend des heutigen Stadtzentrums von Melbourne.
Der heutige Merri Creek entstand in den vergangenen Jahrtausenden durch Eingrabung in die Lavaoberfläche. Heute entspringt der Bach in Wallan nördlich von Melbourne und fließt rund 70 Kilometer südlich bis zu seiner Mündung in den Yarra River bei Dight’s Falls. Anschließend landen seine Wasser in der Port Phillip Bay. Seine Nebenflüsse sind der Wallan Creek, der Mittagong Creek, der Taylors Creek, der Malcolm Creek, der Aitken Creek, der Curly Sedge Creek, der Merlynston Creek und der Edgars Creek. Der Merri Creek fließt durch folgende Vororte von Melbourne: Wallan, Kalkallo, Donnybrook, Craigieburn, Wollert, Epping, Somerton, Campbellfield, Lalor, Thomastown, Fawkner, Reservoir, Coburg North, Coburg, Preston, Thornbury, Brunswick East, Northcote, Westgarth, Fitzroy North, Clifton Hill und Fairfield. Oberhalb von Dights Falls mündet er in den Yarra River.

### Felsige Klippen

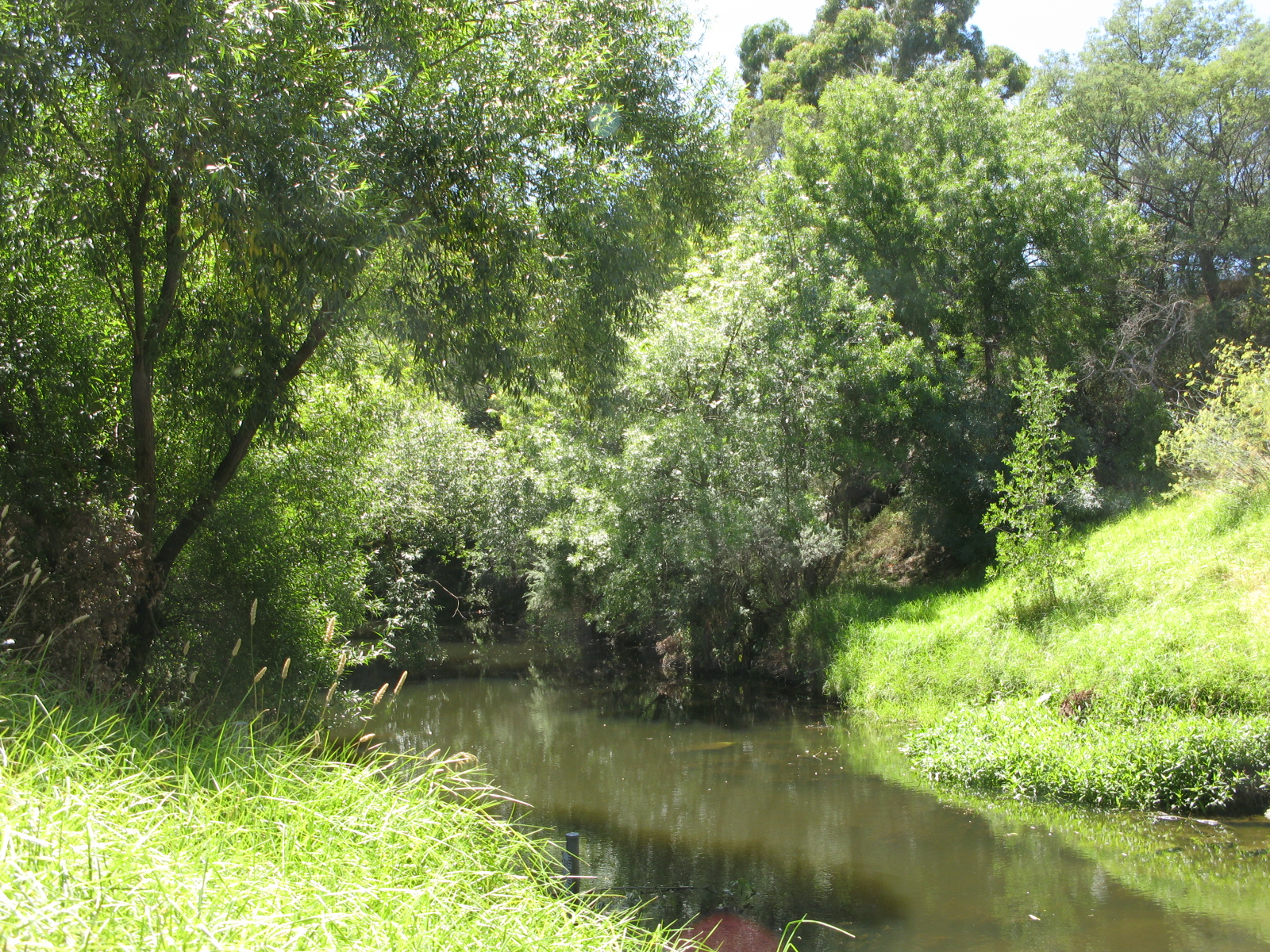
Der Merri Creek in Preston

Eines der vielen Stellen von geologischem Interesse im Tal des Merri Creek sind die felsigen Klippen am Ostufer, die man vom kombinierten Fuß- und Radweg in Clifton Hill aus sehen kann. Ihre hohen, gebrochenen Basaltsäulen, die von auskühlender Lava geformt wurden, kann man genau so deutlich sehen, wie die Verwitterung an den felsigen Rippen im Bach, wo Säulen zusammengebrochen und in den Bach gefallen sind. Einige der vertikalen Brüche oben an den Klippen scheinen zu kippen und formen ein interessantes radiales Muster.

### Flora und Fauna
Da sich die ursprüngliche Vegetation regenerieren konnte, kehrten auch einige wilde Tierarten an den Bach zurück, wie zum Beispiel Jägerlieste, Eisvögel, der Gelbohr-Rabenkakadu, der Ameisenigel, verschiedene Froschlurche und am Oberlauf im Norden auch das Schnabeltier. Der Merri Creek bietet dem Kenner eine Fülle essbarer Pflanzen, zum Beispiel Löwenzahn, Ampfer, Fenchel, Topinambur, verschiedene Kohlarten, Nachtschatten, Sauerampfer, Gewöhnliches Ferkelkraut, Milchlattich, Gänsedisteln und Brennnesseln. Dabei sollte man große Vorsicht bei der Ernte von Fenchel und anderen Doldenblütlern walten lassen, da man auch schon den gefleckten Schierling, eine mit diesen essbaren Pflanzen leicht zu verwechselnde Giftpflanze, an einigen Stellen am Bach gefunden hat.

## Geschichte

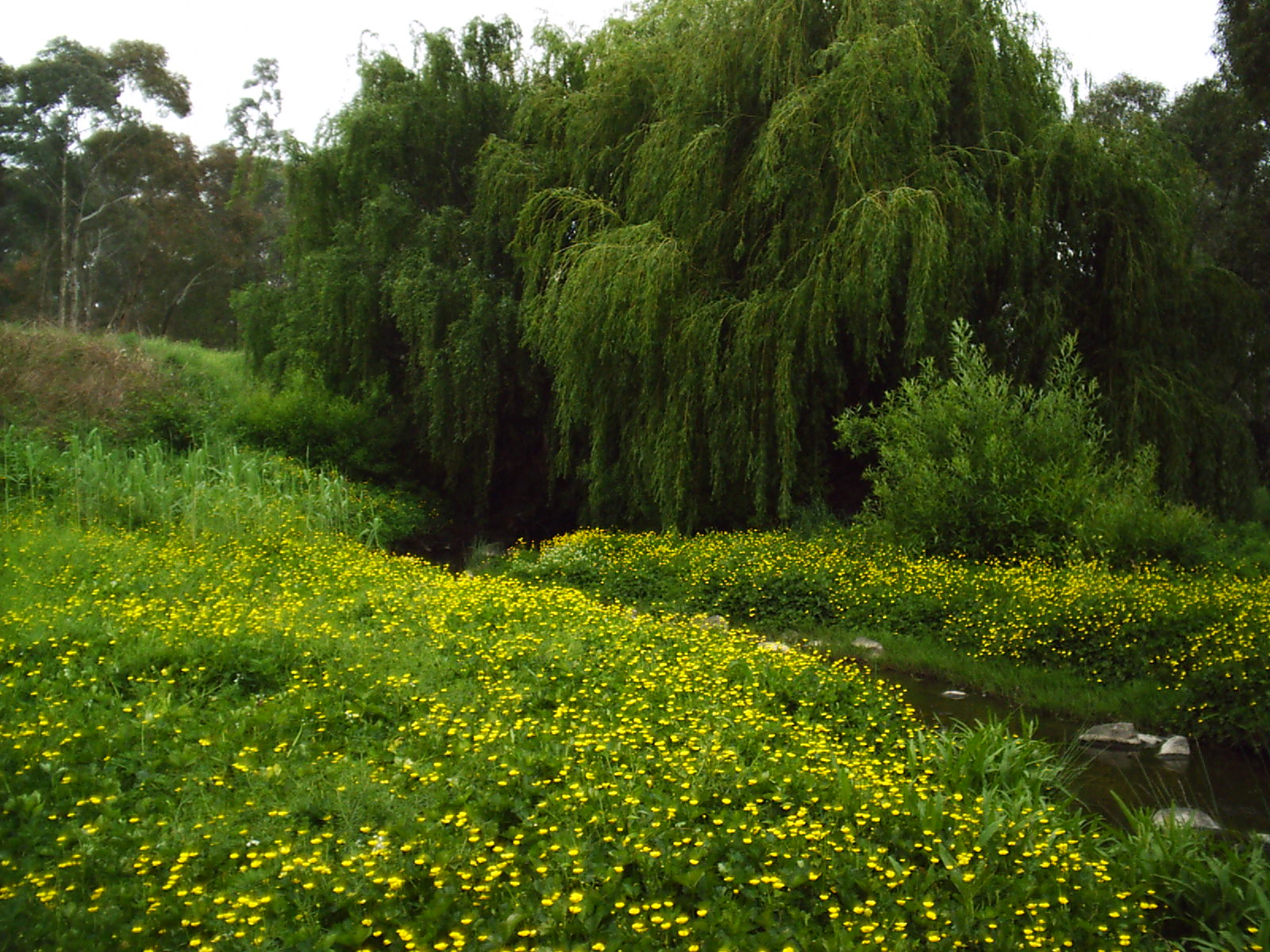
Der Merri Creek in Coburg

Eine Vielzahl archäologischer Fundstellen beweist die ausgiebige Besiedelung der Gegend durch Aborigines. Am Bach und im umgebenden Tal fanden viele große Versammlungen der Ureinwohner statt und man nimmt an, dass hier einer der ersten Verträge über die Überlassung von Land zwischen Ureinwohnern und Siedlern geschlossen wurde.

### Archäologie
Viele archäologische Fundstellen enthalten verstreute Steinartefakte von alten Lagerplätzen und geschälte Bäume, von denen die Aborigines Rindenstücke entfernten, um Kanus, Gefäße und Schilde herzustellen. Die Artefakte wurden gefunden, weil die Erosion sie vom umgebenden Sediment befreit hatte. Die geschälten Bäume liegen oft am Bachufer, an Zäunen oder am Straßenrand, wo sie nicht beseitigt wurden. Alle Fundstellen zeigen Spuren des Lebens von Jägern und Sammlern in Victoria vor dem Eintreffen der ersten europäischen Siedler und stellen empfindliche, unwiederbringliche historische Quellen dar. Die Fundstellen der Aborigines-Kultur sind unter dem ‚’Aboriginal and Torres Strait Islander Protection Act’’ geschützt.

### Vor der Einwanderung der Europäer

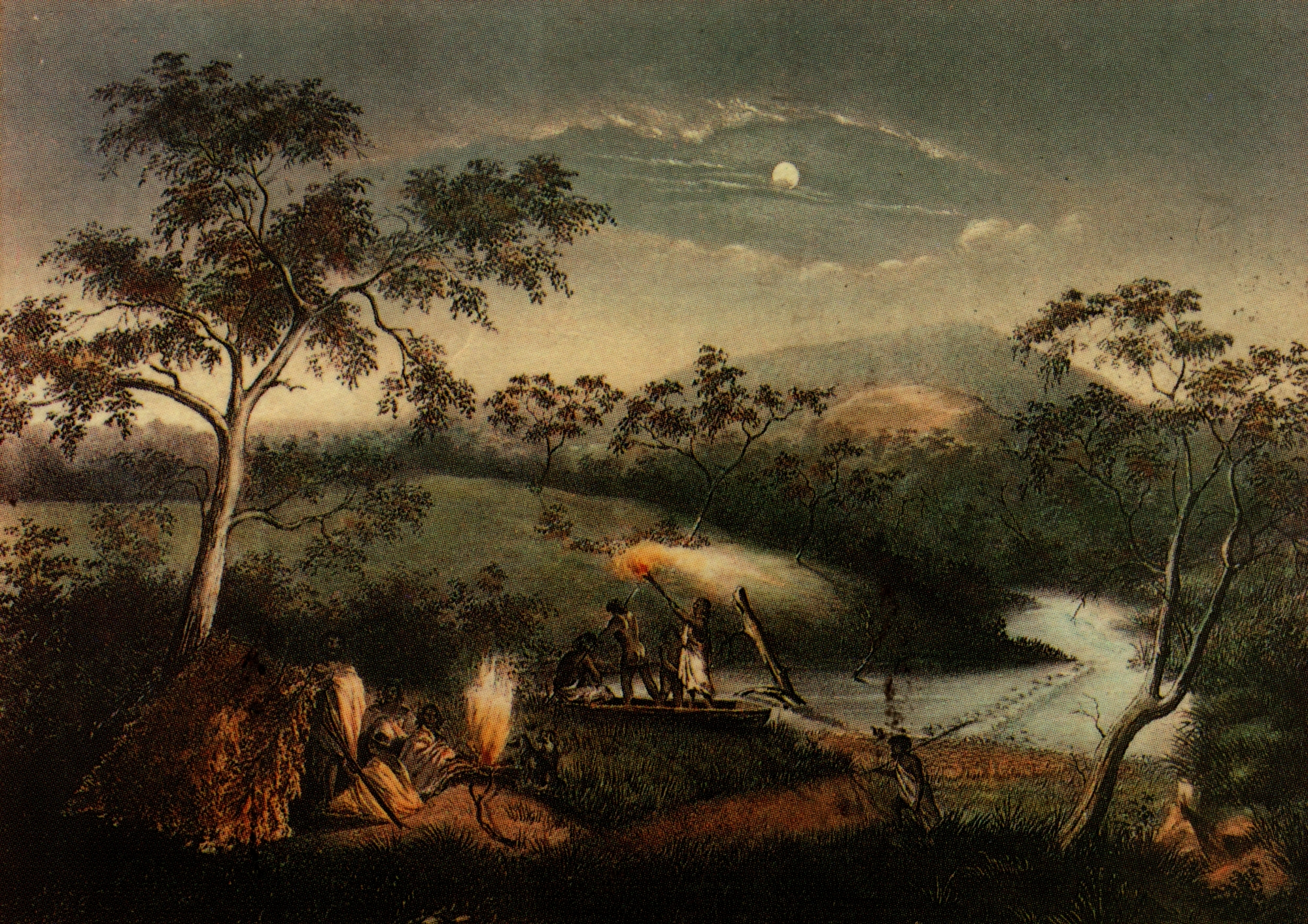
Wurundjeri on Merri Creek von Charles Troedel (1865)

Die Wurundjeri-Willam waren die Ureinwohner des Gebietes der heutigen nördlichen Vororte von Melbourne. Ihr Name ist von dem Aborigines-Wort ‚Wurrun’ (dt.: Weißer Eukalyptus) abgeleitet. Die Wurundjeri-Willam waren ein Clan, der aus einer Reihe von Großfamilien bestand. In den ersten Jahren des Kontaktes mit den Siedlern aus Europa wurden sie von einflussreichen Ältesten, wie Billibellary, vertreten. Billibellarys Familie lebte am Nordufer des Yarra River und ihr Territorium erstreckte sich von Yarra Bend nach Norden entlang des Merri Creek.
Der Bach versorgte die Wurundjeri-Willam mit einer Vielzahl von essbaren Tieren, wie Aal, Fisch und Ente. Die Frauen wateten mit Schnurtaschen um den Hals durch den Merri Creek und suchten den Bachgrund nach Schalentieren ab. Emus und Kängurus wurden im umgebenden Grasland gejagt. In den Wäldern und auf den Hügeln fanden sich Possums als sichere Quelle für Essen und Kleidung. Das Fleisch der Possums wurde gekocht und gegessen und aus dem Fell entstanden wertvolle, wasserdichte Mäntel.

### Nach der Einwanderung der Europäer
Im Mai 1835 gab es ein historisches Treffen zwischen John Batman und prominenten Vertretern der Wurundjeri-Willam und anderen Clans. Billibellary und andere Stammesälteste unterzeichneten einen Vertrag, der später Batman’s Treaty genannt wurde. Dies war der einzige Vertrag, der jemals zwischen europäischen Siedlern und Eingeborenen in Australien geschlossen wurde. Diese einmaligen Verhandlungen fanden laut Batman an den Ufern „eines wunderbaren Wasserlaufes“ statt, von dem die Historiker des 20. Jahrhunderts annahmen, es sei der Merri Creek. Der Vertrag wurde von Sir Richard Burke, dem damaligen Gouverneur von New South Wales, für ungültig erklärt, weil er nicht anerkennen wollte, dass die Aborigines das Recht haben sollten, ihr eigenes Land zu kontrollieren.
Die größte jemals belegte Versammlung von Aborigines in Victoria fand im Januar 1844 am Merri Creek statt. Die Wurundjeri-Willam richteten ein riesiges Treffen von Stämmen aus der gesamten Mitte Victorias aus. Vermutlich ca. 800 Menschen reisten dorthin, an einem wichtigen Gerichtstag nach dem Gesetz der Aborigines teilzunehmen.
Seit sich die Europäer am Bach angesiedelt haben, wurde sein Unterlauf schlimm missbraucht. In den frühen Jahren von Melbourne wurden etliche Steinbrüche entlang des Baches eingerichtet, in denen Basalt und Olivin zum Bau vieler Gebäude in der Stadt und zum Pflastern der Straßen abgebaut wurde. Diese Steinbrüche wurden später als Mülldeponien verwendet. Viel Unkraut, wie etwa Opuntien und Trauerweiden, besiedelten die Ufer und Regenwasser von den Straßen der Stadt schwemmt Müll und anderen Schmutz direkt in den Bach.

## Umweltverschmutzung

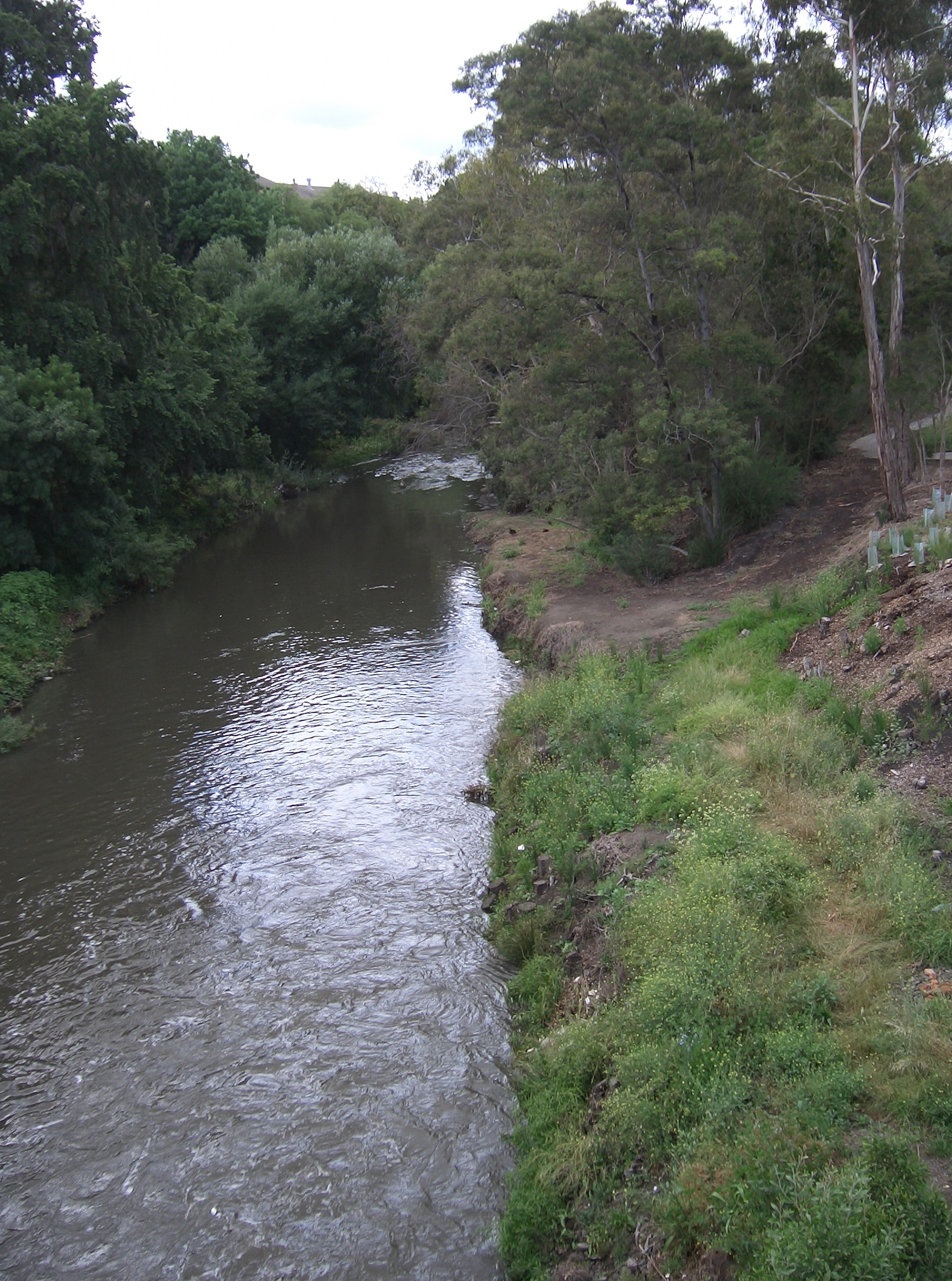
Am rechten Bachufer sieht man Spuren der Rekultivierung

In den letzten Jahrzehnten hat man viel unternommen, um den Zustand des Baches zu verbessern. Es gibt noch Flecken mit ursprünglicher Vegetation am Bach und durch kontrolliertes Abbrennen des Unkrautes hat sich ihre Qualität verbessert. Vielfach wurde ursprüngliche Vegetation vom Merri Creek Management Committee und der Freiwilligengruppe Friends of Merri Creek nachgepflanzt. In den letzten Jahren hat Melbourne Water ein Programm zur Kontrolle wild wachsender Weiden, zur Verbesserung des Wasserstandes und zur Rekultivierung mit ursprünglichen Pflanzenarten aufgelegt. Zu Zeiten niedrigen Wasserstandes wird der Bach mit gereinigtem Wasser aus dem Klärwerk in Cragieburn beaufschlagt. Die Wasserqualität hat sich als unzureichend für die Wiederansiedlung von Schnabeltieren  erwiesen. Man denkt, dass dies an Giftstoffen in den Ablagerungen im Bach liegt, die Population von wirbellosen Tieren soweit dezimiert hat, dass sie als Nahrungsquelle für das Schnabeltier nicht mehr ausreicht. Die Giftstoffe sind vorwiegend Schwermetalle und Schmierfette, die von Industriegebieten im Einzugsbereich des Baches stammen.

## Parks und Erholung
Parks Victoria ist für die meisten Parks an den Bachufern zuständig; es gibt Sportanlagen, wie etwa Football- und Cricketplätze, Tennisplätze und Kinderspielplätze. Der kombinierte Rad- und Fußweg Merri Creek Trail wurde am Ufer angelegt und bietet Einblick in die zunehmend verbesserte Umwelt. Jedes Jahr werden im CERES Community Environment Park das Fest Return of the Kingfisher und Erntedankfeste am Bachufer gefeiert.

## Verwaltung und Schutz

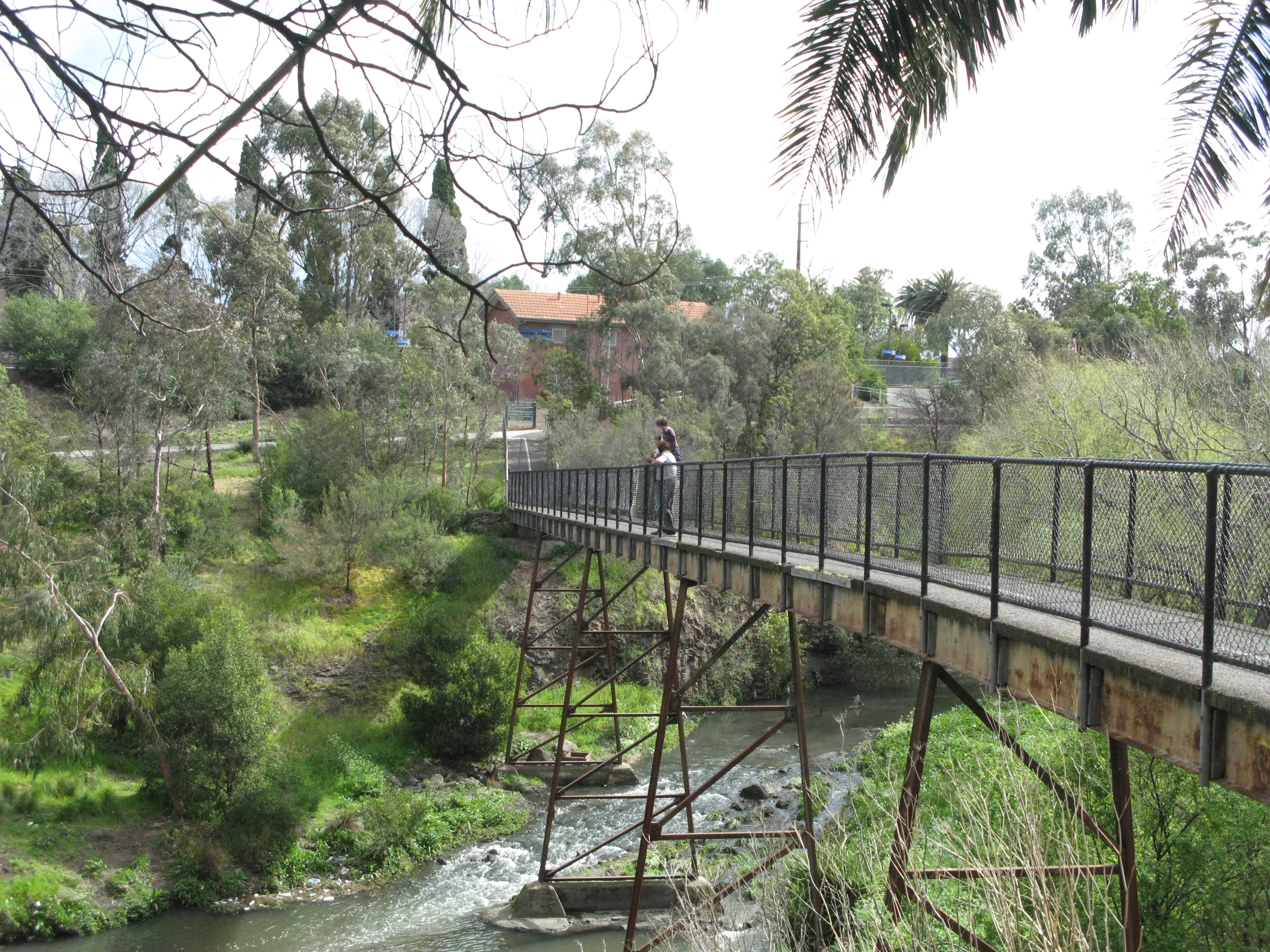
Die Merri Footbridge über den Merri Creek in Northcote/Fitzroy North

Die Verwaltung der Wasserläufe im Einzugsgebiet des Merri Creek wird nach der Merri Creek and Einvirons Strategy 2009–2014 geführt.  Es wurde die Einrichtung eines 2.500 ha großen Parks entlang der Bachufer vorgeschlagen, der helfen soll, das Ökosystem des Auwaldes wieder zu etablieren und zu schützen.